# Audrey Long
Audrey Gwendoline Long, född 14 april 1922 i Orlando, Florida, död 19 september 2014 i Virginia Water, Surrey, England, var en amerikansk skådespelerska, verksam under en tioårsperiod åren 1942–1952.
Long medverkade bland annat i 1945 års A Game of Death samt i 1947 års Born to Kill, båda filmerna regisserade av Robert Wise.
Från 1952 var hon gift med den brittiske författaren Leslie Charteris.